# 阿久比站
阿久比站（日语：／ Agui eki */?）是一個位於愛知縣知多郡阿久比町阿久比，屬於名古屋鐵道河和線的鐵路車站。車站編號為KC08。可使用manaca。

## 結構
島式月台2面4線，對應8節編組的地面車站。

### 月台配置
| 月台 | 路線   | 方向 | 目的地                         |
| ---- | ------ | ---- | ------------------------------ |
| 1、2 | 河和線 | 下行 | 知多半田、河和、內海方向       |
| 3、4 | 河和線 | 上行 | 太田川、名古屋、岐阜、犬山方向 |

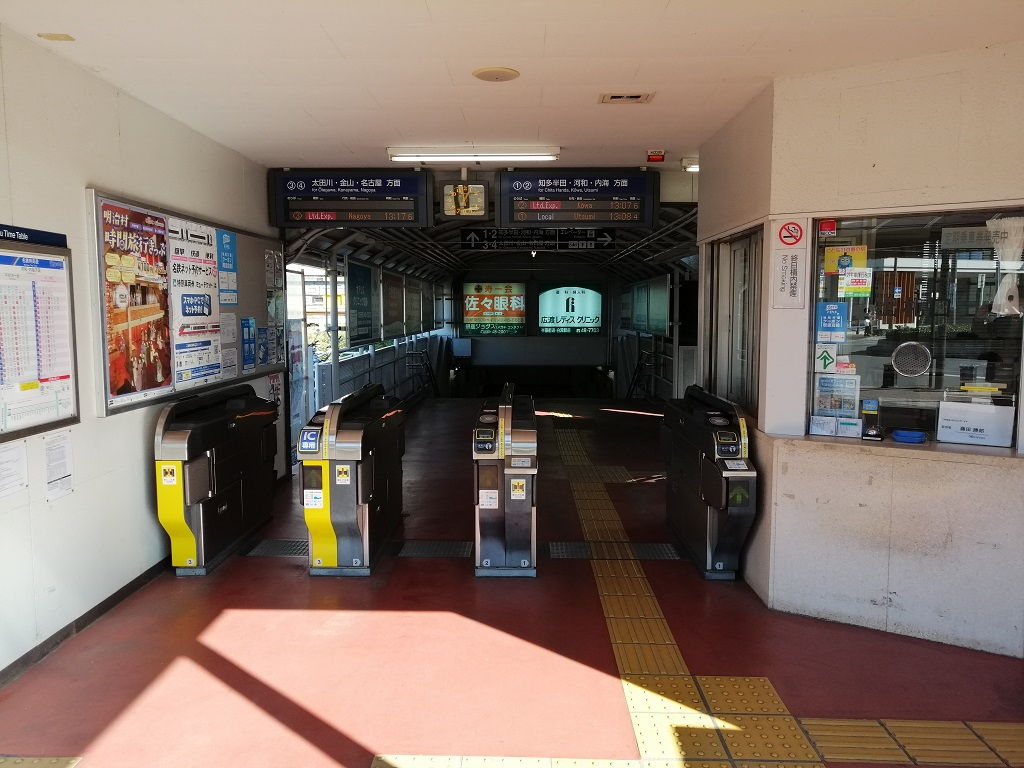
閘口（2020年11月）
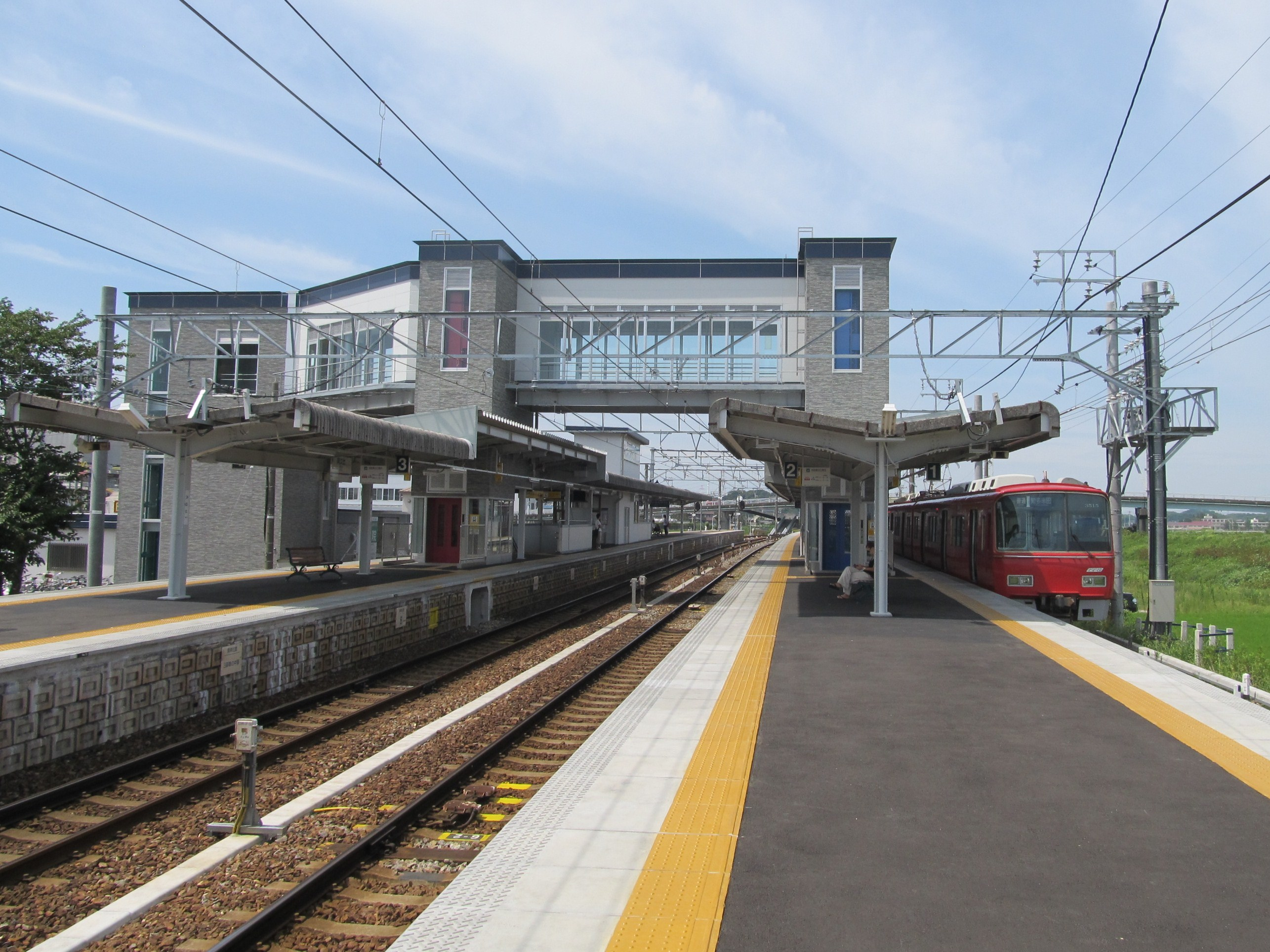
月台（2015年8月）
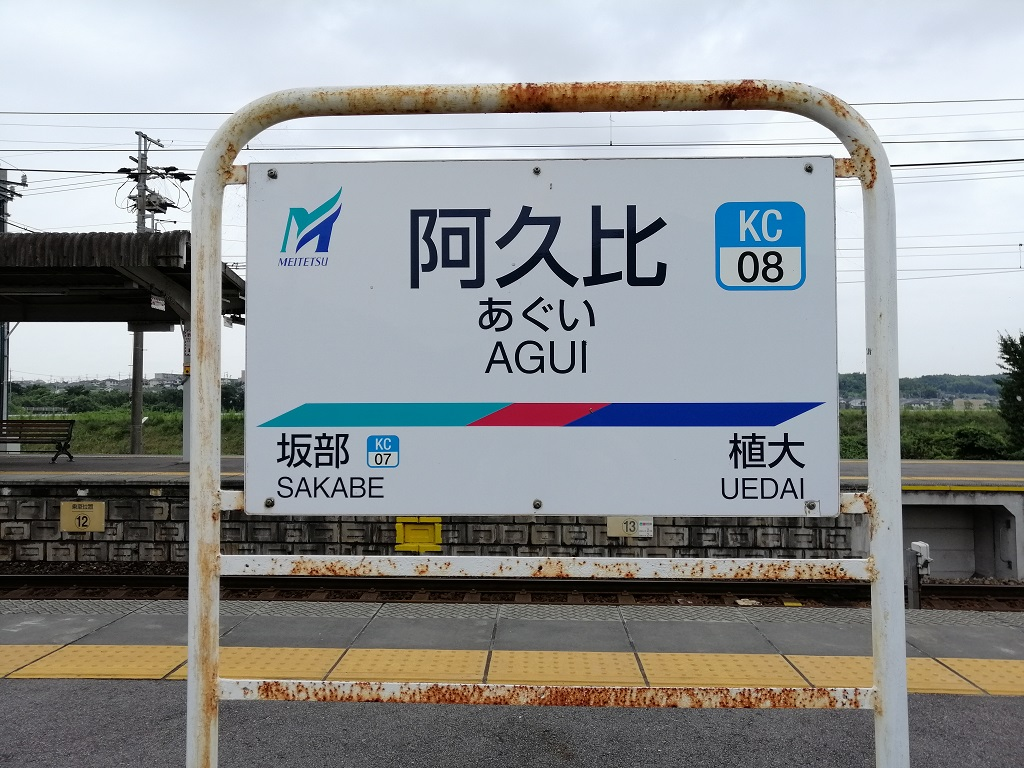
站名牌（2020年7月）

### 配線圖
| ← 太田川、 名古屋方向 | 阿久比站 構內配線略圖 | → 知多半田、 河和方向 |
| 图例 参考文献：       |                       |                       |

## 相鄰車站
名古屋鐵道
 河和線
■特急
太田川（TA09）－（一部分停靠巽丘（KC05））－阿久比（KC08）－（一部分停靠住吉町（KC11））－知多半田（KC12）
□快速急行、■急行、■準急
巽丘（KC05）－阿久比（KC08）－住吉町（KC11）
■普通
坂部（KC07）－阿久比（KC08）－植大（KC09）

## 外部連結
- 阿久比 - 名古屋鐵道（日語）